# Ivana od Guînesa
Ivana (Jeanne) (? - Guerville) bila je grofica Guînesa i Eua. Njen je otac bio Balduin od Guînesa. Ivanina majka je bila Ivana de Montmorency, kći Ivane de Brienne, a sestra joj je bila Blanka (? - 1341.).
Grofica Ivana se udala za grofa Ivana II. od Eua, kojem je rodila Rudolfa I. i Mariju.